# (1643) Brown
(1643) Brown es un asteroide perteneciente al cinturón de asteroides descubierto por Karl Wilhelm Reinmuth el 4 de septiembre de 1951 desde el observatorio de Heidelberg-Königstuhl, Alemania.

## Designación y nombre
Brown fue designado inicialmente como 1951 RQ.
Posteriormente se nombró en honor del astrónomo y matemático estadounidense Ernest William Brown (1866-1938).

## Características orbitales
Brown está situado a una distancia media del Sol de 2,489 ua, pudiendo alejarse hasta 2,989 ua y acercarse hasta 1,989 ua. Tiene una excentricidad de 0,2008 y una inclinación orbital de 3,518°. Emplea en completar una órbita alrededor del Sol 1434 días.